# 上海巴士第三公共交通有限公司
上海巴士第三公共交通有限公司，原巴士三汽，前身为上海公共交通第三、第四汽车公司，是在上海进行公交运营的一家非上市股份制企业，成立于1998年。
上海巴士公交（集团）有限公司曾拥有该公司50.6%的股权，为控股股东，另49.3%的股权由上海交通投资（集团）有限公司持有。
2015年，巴士四汽并入巴士三汽，巴士三汽改为巴士三公司，并改为巴士集团全资子公司；而巴士四汽改为其全资子公司。